# Rudolf Schoeller
Rudolf Schoeller (1902. április 27. – 1978. március 7.) svájci autóversenyző.

## Pályafutása
1952-ben részt vett a Formula–1-es világbajnokság német versenyén. A futamon három kör megtétele után kiesett.

## Eredményei

### Teljes Formula–1-es eredménylistája
(Táblázat értelmezése)

(Félkövér: pole-pozícióból indult; dőlt: leggyorsabb kört futott) 

| Év   | Csapat         | Modell      | Motor       | 1   | 2   | 3   | 4   | 5   | 6      | 7   | 8   | Helyezés | Pont |
| ---- | -------------- | ----------- | ----------- | --- | --- | --- | --- | --- | ------ | --- | --- | -------- | ---- |
| 1952 | Ecurie Espadon | Ferrari 212 | Ferrari V12 | SUI | 500 | BEL | FRA | GBR | GER Ki | NED | ITA | -        | 0    |

## Külső hivatkozások
- Profilja a grandprix.com honlapon (angolul)
- Profilja a statsf1.com honlapon (angolul)